# Guilhem de Balaun
Guilhem de Balaun ou Guilhem de Balazuc ou de Balaruc (fl. 1223 - ?) est un troubadour de langue d'oc de la région de Montpellier. On le connaît en particulier à travers sa vida, détaillée et écrite sur les modèles des razós.

## Vida
Sa vida est longue et détaillée et raconte son histoire d'amour. Guillem tombe amoureux de Guilhelma, épouse de Peire, seigneur de Jaujac (Javiac). Il chante et parle pour elle et tout ce qu'elle dit et fait le ravit. L'ami de Guillem, le troubadour Peire de Barjac, également amoureux d'une dame de Jaujac, Vierneta (or Uiernetta), probablement le personnage historique de Vierna d'Anduza, épouse de Raimon Ier de Ganges,,. Il en devient le chevalier servant et elle lui rend tout l'amour qu'il en attend. Finalement, Vierneta le renvoie en mauvais termes. Il erre alors tristement, Guillem le console et lui promet de le réconcilier avec Vierneta lorsqu'il reviendrait voir Guilhelma. Après une longue période, réconcilie Peire and Vierneta, et donne à Peire bien plus de joie qu'il en a ressenti quand il gagna initialement sa dame.
Pour s'assurer que la joie qu'il éprouve est bien plus grande que celle qu'il a eue en la gagnant,  Guillem agit comme s'il était fâché avec elle. Il cesse de converser avec elle ou de l'écouter avec attention, de lui écrire, ou de lui rendre visite en séjournant sur ses terres. Elle lui envoie des messages suppliantes et des lettres d'amour, mais il refuse de les accepter, "follement" d'après l'avis du biographe. En voyant cela, Guilhelma est attristée et envoie des messagers pour déterminer de quelle manière elle pouvait apporter des modifications. Guillem ne reçoit pas les messagers avec courtoisie et les renvoie avec des mots virulents expliquant que sa faute est impardonable. Ainsi elle arrête de lui écrire et tombe dans une profonde tristesse; Guillem commence alors à douter de la sagesse de son test. Il chevauche alors jusqu'à Jaujac, sur le prétexte d'un pèlerinage, et séjourne dans la maison dun villageois. A la nuit tombée il reçoit la visite de Guilhelma et de sa dame de compagnie, mais lorsque Guilhelma tente un baiser, il la giffle jusqu'à ce qu'elle s'enfuit de la maison. C'est alors qu'elle décide de ne plus jamais le revoir.
Guillem se repent de sa stupidité et se rend alors au château pour expliquer les raisons pour lesquelles il s'est comporté aussi sottement, mais Guilhelma le fait jeter dehors. Pour toute une année elle refuse de le voir ou d'entendre parler de lui, et il compose une chanson demandant pardon. Son poème est apporté par  "Bernart d'Anduza" (Bernard VII d'Anduze, mort en 1223), un important baron honorable de la région et aussi ami commun. Bernard la supplie de lui pardonner et de se venger de lui et elle céda. Elle accepte à la condition qu'il s'arrache l'ongle de son doigt le plus long et lui apporte. En apprenant cette nouvelle, il s'exécute immédiatement. Accompagné de Bernard, il lui apporte l'ongle et ils se réconcilient.